# Governo Orban I
Il governo Orban I è stato il ventitreesimo esecutivo della Repubblica di Romania dopo la rivoluzione romena del 1989, il quarto dell'VIII legislatura.

## Cronologia del mandato

### Incarico
Il 10 ottobre 2019 il governo socialdemocratico con a capo Viorica Dăncilă, premier al centro di un lungo conflitto istituzionale con il presidente della repubblica Klaus Iohannis, fu battuto da una mozione di sfiducia presentata dall'opposizione e costretto alle dimissioni.
Al fine di risolvere la crisi politica, mentre l'Unione Salvate la Romania di Dan Barna chiedeva elezioni anticipate, Iohannis preferì studiare una soluzione per la nomina di un nuovo primo ministro, pur riservandosi di prendere in considerazione la proposta di sciogliere il parlamento solamente dopo la celebrazione delle elezioni presidenziali del novembre 2019. L'11 ottobre il capo di stato iniziò le consultazioni con le delegazioni di tutti gruppi parlamentari, eccetto quella del Partito Social Democratico (PSD), che non inviò a colloquio alcun membro per via della mancanza di una decisione ufficiale adottata dal comitato esecutivo. Lo stesso Iohannis, in ogni caso, dichiarò che non avrebbe affidato il ruolo ad un rappresentante del PSD. Il 15 ottobre, quindi, incaricò il leader del Partito Nazionale Liberale, Ludovic Orban, di formare il nuovo governo. Per la prima volta nel corso della legislatura il governo passò dal centro-sinistra al centro-destra.
Al termine di intensi negoziati tra il leader del PNL e i rappresentanti delle altre forze politiche, il 4 novembre il nuovo governo Orban fu investito dal parlamento con i voti di 240 deputati e senatori. A favore del nuovo esecutivo si espressero PNL, USR, UDMR, PMP, ALDE, minoranze etniche e persino alcuni membri di PSD e PRO Romania, che votarono contro le indicazioni delle proprie segreterie di partito. Nonostante i ministri proposti Florin Cîțu, Ion Ștefan e Violeta Alexandru fossero stati respinti ai colloqui con le commissioni parlamentari, il premier non rinunciò a loro, denunciando interferenze politiche del PSD.

#### Critiche alle nomine della squadra di governo
Tra i più veementi critici del nuovo governo vi fu il premier uscente Viorica Dăncilă, che accusò il presidente della repubblica di aver instaurato in modo dittatoriale un governo al cui capo aveva piazzato un proprio luogotenente. Victor Ponta, leader di PRO Romania, affermò che il governo Orban non godeva del suo sostegno e che, oltre alla mancanza di competenza, non mostrava nessun'altra legittimità se non quella della volontà del capo dello stato.

### Attività del governo
Appena assunto l'incarico il PNL sottolineò la necessità di apportare manovre correttive rispetto all'operato del precedente governo. A livello economico il ministro delle finanze affermò che, in base all'eredità lasciata dal PSD, prevedeva che il deficit pubblico per il 2019 avrebbe oltrepassato il 4%, a fronte di un obiettivo al 3%. Per tale motivo sottolineò che la legge di bilancio per il 2020 sarebbe stata costruita sulla base delle indicazioni dei trattati e della Commissione europea.
Nel mese di gennaio 2020 il governo presentò un bilancio delle riforme messe in pratica, tra le quali si annoveravano la cancellazione di alcune tasse sui contratti di lavoro part-time, l'abolizione delle sovraccise sui carburanti, la crescita del salario minimo, il congelamento degli stipendi dei parlamentari e l'eliminazione del meccanismo di split TVA. Tra i provvedimenti in divenire furono enumerati l'avvio del processo per l'eliminazione della sezione speciale d'inchiesta per i magistrati, l'inizio del programma per la digitalizzazione dell'Agenția Națională de Administrare Fiscală e del ministero delle finanze, la firma del contratto di finanziamento per il primo ospedale regionale del paese. Ulteriori piani d'azione furono la crescita del bilancio a disposizione dell'amministrazione locale, della sanità per 2,4 miliardi di lei e dell'istruzione per 2 miliardi di lei. Un punto di vanto del PNL fu la rimozione del segreto di stato sull'inchiesta riguardante la repressione delle manifestazioni del 10 agosto 2018.
Il mese successivo il premier sottolineò altri meriti, mettendoli in contrapposizione al precedente governo. Orban affermò di aver ridotto il numero dei ministeri da 29 a 16, di aver compiuto la nomina di commissario europeo della Romania, di aver realizzato correzioni sulla legge di bilancio per il 2019 e aver elaborato senza problemi quella per il 2020. Sul piano della giustizia il governo si vantava di aver abrogato la legge sulla liberazione condizionale dei detenuti (recursul compensatoriu) e di aver consentito l'avvio delle procedure per la designazione di capi delle procure di DNA, DIICOT e Corte suprema.
La mancanza di una solida maggioranza parlamentare, tuttavia, portò spesso il governo a porre la fiducia (come, ad esempio, per la legge di bilancio per il 2020), prerogativa che aggirava il dibattito parlamentare e che fu criticata dall'opposizione.

### Sfiducia e periodo ad interim
La fragilità della maggioranza fu evidente anche allo stesso PNL che, di comune accordo con il presidente Iohannis, valutò più volte la possibilità di giungere ad elezioni anticipate. Alla fine di gennaio il governo predispose un'ordinanza d'urgenza che avrebbe ripristinato l'elezione dei sindaci su due turni per le elezioni locali di giugno 2020. Il decreto fu duramente avversato dall'opposizione, che per bloccare l'iniziativa legislativa organizzò una mozione di sfiducia calendarizzata per il 5 febbraio 2020. Temendo la riuscita del progetto dell'opposizione, il 4 febbraio il governo emanò 25 ordinanze d'urgenza in una sola seduta, tra le quali una che prevedeva per le elezioni legislative la possibilità di votare in qualunque seggio a prescindere dalla residenza e raddoppiava il numero dei parlamentari per la sezione estero. Tali azioni allarmarono ulteriormente il PSD, che era intenzionato a fermare l'idea del PNL di provocare elezioni anticipate secondo i nuovi regolamenti. Il 5 febbraio il governo Orban fu battuto e costretto alle dimissioni dai voti di 261 parlamentari (PSD, PRO e UDMR).
Nonostante la fine del suo governo, il 6 febbraio il presidente della repubblica incaricò nuovamente lo stesso Orban di formare un nuovo esecutivo, con l'obiettivo di forzare elezioni anticipate. Una decisione della Corte costituzionale, tuttavia, stabilì che il presidente avrebbe dovuto nominare un altro primo ministro. Iohannis, quindi, indicò Florin Cîțu, (PNL), in un nuovo tentativo di sciogliere le camere. Un'ulteriore sentenza della Corte costituzionale, che decretò l'impossibilità di anticipare lo scioglimento delle camere, alla fine spinse anche Cîțu a farsi da parte e Iohannis a designare nuovamente Ludovic Orban. L'esplosione della pandemia di COVID-19 in Romania e la necessità di un governo titolare per fronteggiare l'emergenza sanitaria, cambiarono radicalmente il contesto politico. Orban riuscì ad ottenere l'investitura parlamentare per la nascita del governo Orban II, con il voto favorevole anche delle forze d'opposizione, compreso il PSD, che per senso di responsabilità riconobbero la riconferma del primo ministro.

## Appoggio parlamentare e composizione
Il governo Orban I fu un monocolore PNL, sostenuto esternamente anche da USR, UDMR, PMP e ALDE. Al momento dell'investitura i gruppi parlamentari delle forze che appoggiavano il governo disponevano di 162 deputati su 329 (pari al 49,2% dei seggi alla camera dei deputati della Romania) e di 47 senatori su 136 (pari al 34,5% dei seggi al senato della Romania).
| Carica                                                             | Titolare | Titolare              | Partito |
| ------------------------------------------------------------------ | -------- | --------------------- | ------- |
| Primo ministro                                                     |          | Ludovic Orban         | PNL     |
| Vice Primo ministro                                                |          | Raluca Turcan         | PNL     |
| Ministro dell'istruzione e della ricerca                           |          | Monica Anisie         | PNL     |
| Ministro dell'economia, dell'energia e del commercio               |          | Virgil Daniel Popescu | PNL     |
| Ministro degli affari esteri                                       |          | Bogdan Aurescu        | Ind.    |
| Ministro degli affari interni                                      |          | Marcel Vela           | PNL     |
| Ministro della difesa nazionale                                    |          | Nicolae Ciucă         | Ind.    |
| Ministro delle finanze                                             |          | Florin Cîțu           | PNL     |
| Ministro del lavoro e della protezione sociale                     |          | Violeta Alexandru     | PNL     |
| Ministro dei lavori pubblici, lo sviluppo e l'amministrazione      |          | Ion Ștefan            | PNL     |
| Ministro dell'ambiente, delle acque e delle foreste                |          | Costel Alexe          | PNL     |
| Ministro dei trasporti, delle infrastrutture e delle comunicazioni |          | Lucian Bode           | PNL     |
| Ministro della giustizia                                           |          | Cătălin Predoiu       | PNL     |
| Ministro dell'agricoltura e dello sviluppo rurale                  |          | Adrian Oros           | PNL     |
| Ministro della salute                                              |          | Victor Costache       | PNL     |
| Ministro della cultura                                             |          | Bogdan Gheorghiu      | PNL     |
| Ministro della gioventù e dello sport                              |          | Ionuț Stroe           | PNL     |
| Ministro dei fondi europei                                         |          | Ioan Marcel Boloș     | PNL     |

## Programma di governo
Già prima dell'investitura Orban indicò generalmente le linee guida del proprio governo: la stabilizzazione dei parametri macroeconomici, il rispetto dello stato di diritto e il rafforzamento del rapporto tra istituzioni e cittadini. Il 24 ottobre presentò al consiglio nazionale del PNL il programma di governo. Le direttive di azione a breve termine si sarebbero concentrate sulla correzione delle manovre promosse dal PSD. Nello specifico si faceva riferimento alla revisione delle leggi sulla giustizia secondo le indicazioni delle istituzioni europee, al rafforzamento della meritocrazia nella pubblica amministrazione, allo stimolo agli investimenti per lo sviluppo, superando le politiche basate sulla crescita del consumo. A livello economico il governo prometteva di varare la legge finanziaria per il 2020 contenendo il rapporto deficit/PIL al 3%, di migliorare la performance delle compagnie di stato, di favorire lo sviluppo delle grandi infrastrutture e rafforzare l'attrazione e l'utilizzo dei fondi europei. Tra le altre misure urgenti si annoveravano l'organizzazione dell'esame di stato per l'abilitazione dei medici, la nomina del nuovo commissario europeo della Romania e le procedure per la scelta del procuratore generale.